# Розіка Швіммер

Розіка Швіммер

Розіка Швіммер (Роужа Беді-Швіммер, угор. Bédy-Schwimmer Rózsa; 11 вересня 1877, Будапешт — 3 серпня 1948, Нью-Йорк) — угорська пацифістка, феміністка і суфражистка. Вона була однією з перших світових федералістів і однієї з перших жінок-послів у світі.

## Життєпис

### Ранні роки
Розіка Швіммер народився в єврейській родині в Будапешті в Австро-Угорщині. Вона вивчала музику і мови, але коли в 1896 році фінансове становище сім'ї погіршилося, вона влаштувалася на роботу бухгалтером.

### Політична кар'єра
У 1897 році Швіммер організувала Асоціацію угорських жінок-клерків, а в 1904 році разом з іншими відомими феміністками заснувала Угорську феминістичну асоціацію (угор. Feministák Egyesülete (FE). Вона допомогла створити Угорську національну раду жінок і була членом правління Угорського товариства миру. 1909 року міністр внутрішніх справ призначив її до керівної ради з питань добробуту дітей.
У 1913 році вона стала членом-кореспондентом Міжнародного альянсу за виборчі права жінок (IWSA). Швіммер спільно з Керрі Чапмен Кетт їздила країнами Європи й виступала з лекціями про жіноче виборче право. Вона також редагувала журнал A nő (Жінка). 1914 року Швіммер переїхала до Лондону, де працювала кореспонденткою різних європейських газет і була прессекретаркою IWSA. Коли почалася Перша світова війна, вона не могла повернутися додому і почала агітувати за припинення бойових дій. 1914 року вона відвідала США з метою вимагати від президента Вудро Вільсона провести нейтральну конференцію, щоб покласти кінець війні. 1915 року вона взяла участь у формуванні Жіночої партії світу.

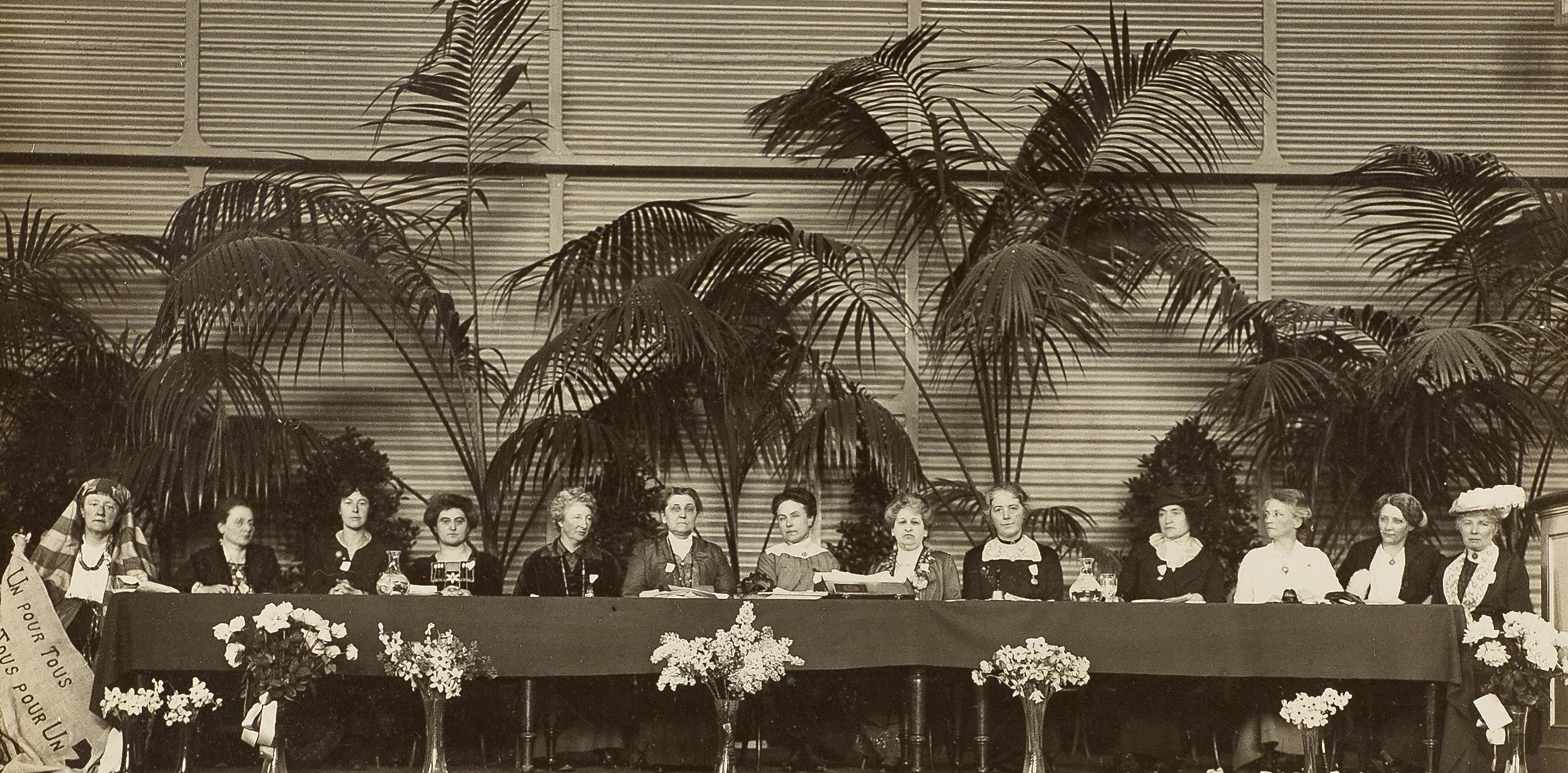
Міжнародний конгрес жінок в 1915 році. зліва направо:1. Люсі Тумаян — Вірменія, 2. Леопольдіна Кулька, 3. Лаура Хьюз — Канада, 4. Розіка Швіммер — Угорщина, 5. Аніта Аугспург — Німеччина, 6. Джейн Аддамс — США, 7. Євгенія Ханнер, 8. Алетта Якобс — Нідерланди, 9. Кристал Макміллан — Велика Британія, 10. Роза Дженоні — Італія, 11. Анна Клеман — Швеція, 12. Тора Даугаард — Данія, 13. Луїза Кейлау — Норвегія

На Міжнародному конгресі жінок (28 квітня — 10 травня 1915, Гаага, Нідерланди) пропозиція Швіммер про проведення нейтральної конференції для безперервного посередництва між урядами воюючих країн було прийнято. Пізніше в тому ж році вона заручилася підтримкою Генрі Форда, який зафрахтував «Корабель миру» до Стокгольму. Розчарувавшись у зусиллях Форда, вона організувала Міжнародний комітет з негайного посередництва у червні 1916 року. Після перемир'я, Швіммер стала віцепрезиденткою Міжнародної жіночої ліги за мир і свободу.
Коли Угорщина здобула незалежність від Австро-Угорщини в 1918 році, прем'єр-міністр Угорщини Міхай Карої 19 листопада призначив Розіку Швіммер на посаду посла у Швейцарії. Однак її місія не увінчалася успіхом, і Швіммер відкликали в січні 1919 року. Коли комуністи отримали контроль над урядом у 1919 році, вона виступила і проти очолюваного ними режиму Угорської радянської республіки, і проти білих контрреволюційних сил, втративши свої громадянські права. Коли уряд Міклоша Горті повалило Угорську радянську республіку, вона в 1920 році втікла до Відня, а в 1921 році до США. Вона оселилася в Чикаго і більше не поверталася до Угорщини.
За її пацифістські переконання в США Розіку Швіммер вважали соціалісткою. Більшу частину життя вона провела борючись з наклепом на свою адресу. Коли Фред Марвін оголосив її німецькою шпигункою і більшовицьким агентом, вона подала в суд і отримала $17 000 за відшкодування моральної шкоди. Однак вона не змогла отримати громадянство США через свій пацифізм. Верховний суд США виніс рішення проти неї в справі США проти Швіммер (1929). Вона прожила решту життя в країні як особа без громадянства.
Пізніше Розіка Швіммер закликала до створення світового уряду. 1935 року вона створила Всесвітній центр жіночих архівів з Мері Ріттер Бірд. Вона здобула Всесвітню премію миру в 1937 році. У тому ж році вона сформувала Кампанію за світовий уряд з Лолою Ллойд Маверік, першу Всесвітню федералистську організацію XX століття. Пізніше в XX столітті федералистское рух успішно очолив кампанію і коаліцію за створення Міжнародного кримінального суду. 1947 року Швіммер була номінована на здобуття Нобелівської премії миру, але не мала шансів отримати її, оскільки в 1948 році премію не присуджували.

### Смерть
Розика Швіммер померла від пневмонії 3 серпня 1948 року в Нью-Йорку. Її тіло було піддано кремації, а прах розвіяний над озером Мічиган.